# Kościół św. Brunona Biskupa i Męczennika w Giżycku
Kościół Świętego Brunona Biskupa i Męczennika – najstarszy kościół rzymskokatolicki w Giżycku. Należy do dekanatu Giżycko – św. Szczepana Męczennika diecezji ełckiej.

## Historia
Starania o budowę świątyni w Giżycku podjął ówczesny proboszcz erygowanej w 1926 roku parafii św. Brunona, ksiądz Severin Quint. Projekt nowego kościoła został opracowany przez architekta Martina Webera z Frankfurtu nad Menem. Kamień węgielny pod świątynię został położony w dniu 23 sierpnia 1936 roku. Prosty styl, a także zastosowanie prostych środków budowy, pozwoliło na wczesne wybudowanie murów nawy budowli o wymiarach 16 x 30 m. W dniu 26 czerwca 1938 roku biskup warmiński, Maksymilian Kaller dokonał aktu konsekracji ku czci św. Brunona z Kwerfurtu. Szczyt frontonu jest ozdobiony literami S (anctus) B (runon), które są monogramem Świętego.
Świątynia została wybudowana, aby upamiętnić żołnierzy niemieckich poległych podczas I wojny światowej. Szczyt frontonu był ozdobiony sgraffitem autorstwa Theo Landmanna przedstawiającym trzy postacie: św. Brunona z Kwerfurtu, krzyżackiego rycerza i niemieckiego żołnierza trzymającego w ręku karabin. Po II wojnie światowej postacie te zostały zatynkowane. W latach 70. XX wieku w tym miejscu została umieszczona mozaika przedstawiająca Św. Brunona z Kwerfurtu w otoczeniu atakujących go wojowników pruskich. W 1994 biskup ełcki Wojciech Ziemba podniósł świątynię do rangi sanktuarium św. Brunona z Kwerfurtu.
W latach 1992–2020 proboszczem parafii był ks. prał. kpt. dr Zdzisław Mazur. Od 15 lipca 2020 do 31 czerwca 2024 proboszczem parafii był ks. dr. Zbigniew Chmielewski. Od 1 lipca 2024 w parafii posługują księża salezjanie inspektorii warszawskiej, a proboszczem jest ks. Piotr Sosnowski SDB.